# Prêmio Emmy Kids Internacional 2020
A 9° cerimônia de entrega dos International Emmy Kids Awards (ou Prêmio Emmy Kids Internacional 2020) aconteceu no dia 14 de outubro de 2020 e foi apresentada pela Academia Internacional das Artes e Ciências Televisivas (IATAS). Foi a segunda vez no ano que a Academia apresentou os Emmys Kids; a antecipação da cerimônia de premiação ocorreu devido a vários fatores relacionados a pandemia do vírus Covid-19. Os vencedores foram anunciados durante o MIPCOM Online+.

## Informações da cerimônia
O International Kids Emmy Awards acontece na MIPTV na França na primavera. No entanto, quando a MIPTV foi cancelada devido a pandemia do vírus Covid-19, a cerimônia de entrega dos prêmios tornou-se virtual. Os troféus do Emmy Kids 2019 foram (virtualmente) entregues em março de 2020, e o conjunto de prêmios mais recente entregues no dia 14 de outubro. Esta é a segunda vez em 2020 que o prêmio é realizado, visto que o calendário da premiação foi adiantado, excepcionalmente, para se adequar às transformações provocadas pela pandemia de Covid-19.

## Cerimônia
A Academia Internacional também reduziu as categorias de sete para três, são elas: animação, factual & entretenimento e filme ou série live action.

## Vencedores
| Melhor Animação | Melhor Programa Fatual |
| --- | --- |
| - The Tiger Who Came to Tea - () (Lupus Films) - Ico Bit Zip - () - (National Geographic/Copa Studio) - Oddbods - () - (One Animation) - Moominvalley - () - (Gutsy Animations) | - Finding My Family: Holocaust – A Newsround Special - () (BBC Children's Productions/CBBC) - Opa Popa Dupa - () - (Nat Geo Kids/Estudios Telemexico) - My Notebooks – Seven Years of Tiny Great Adventures - () (NHK) - World’s Worst Diseases - () - (Delta Studios) |
| Melhor Filme ou Série Live-Action | |
| - Hardball () (Northern Pictures) - Juacas () - (Walt Disney Company/Cine Filmes) - Dropje () - (NTR Television/Submarine) - Extraordinary You () - (MBC)                       | |